# Grand Designs
Grand Designs (в русском варианте EPG — «Истории Дизайна») — передача о дизайне, архитектуре, строительстве. Производится для британского Channel 4 и ретранслируется множеством других каналов, в том числе в России на канале Discovery Travel & Living (НТВ+). Выходит в 18:00 по московскому времени, в 17:00 — по киевскому времени.

## Ведущий
Ведущий программы — Кевин МакКлауд (Kevin McCloud). Он помогает участникам, например, проектирует ландшафтный дизайн.
Кевин следит за стройкой от начала до конца, комментирует процесс и высказывает своё окончательное мнение о проекте.

## Особенности программы
- 3D-модели на экране. В начале передачи показана объемная модель дома, его планировка, примерное расположение мебели и внешняя отделка.